# Julian Solis
Julian Solis est un boxeur porto-ricain né le 7 janvier 1957 à Río Piedras.

## Carrière
Passé professionnel en 1975, il devient champion du monde des poids coqs WBA le 29 août 1980 après sa victoire aux points contre Jorge Luján. Solis perd son titre dès sa première défense face à Jeff Chandler le 14 novembre 1980. Il s'incline également lors du combat revanche et met un terme à sa carrière en 1992 sur un bilan de 41 victoires, 13 défaites et 1 match nul.

## Référence
1. ↑  (en) Jorge Lujan vs. Julian Solis (boxrec.com).